# Арнуль III (граф Лоона)
Арнуль III (фр. Arnoul III de Looz; ум. 1221) — граф Лоона в 1218—1221 годах, граф Ринека в 1216—1221 годах.

## Биография
Родился не ранее 1183 г. Сын графа Лоона Жерара II и его жены Аделаиды Гельдернской.
В 1206 г. женился на Аделаиде Брабантской (1190—1265), дочери герцога Брабанта Генриха I.
С 1207 по 1214 год содержался в Англии в качестве заложника до исполнения его братом Луи II и его женой Адой Голландской обязательств отказаться от притязаний на графство Голландия.
В 1216 г. стал графом Ринека в качестве опекуна племянников — сыновей своего умершего брата Герхарда фон Ринека.
В 1218 году один за другим умерли ещё два его брата — граф Лоона Луи II и Генрих, который должен был стать преемником. В результате Лоон унаследовал Арнуль III.
Поскольку из детей у него была только дочь Жанна де Флерон, родившаяся в 1206 году, после смерти Арнуля III ему наследовал старший из племянников Луи III. Овдовевшая Аделаида Брабантская вышла замуж за графа Оверни Гильома X.